# Обществен строй
Общественият строй, също обществено-икономически строй в социологията, политологията и историята представлява исторически обусловената структура и социална организация на обществото и обществените отношения. Като синонимни термини се използват и обществена формация, корпоративна структура или социална система.
Карл Маркс измисля и по-специалното понятие „обществено-икономическа формация“, което се състои от съвкупност от обществени отношения, които отличават една особена форма на обществото от друга форма на обществото. Примери за обществени формации според Маркс и марксистите са древните робовладелски общества, средновековното феодално общество, това на съвременния нему капитализъм, както и социализъм и комунизъм.
Марксистката историческа периодизация се базира на теорията на историческия материализъм, според който всеки обществен строй се характеризира от начин на производство, съчетаващ производителни сили и производствени отношения. От своя страна, тази периодизация е основа на марксическата историография, съветската историография и в частност на българската марксическа историография. Марксическата историография обуславя/подчинява историческото развитие и обяснение на философско-икономическата теория на марксизма, а впоследствие и на тази на ленинизма.
Марксическата историография разграничава 5 периода/етапа в историческата периодизация на база обществено-икономически строй:
- първобитно-общинен строй (наричан още и първобитен комунизъм; на нем. Urkommunismus);
- робовладелски строй;
- феодален строй;
- капиталистически строй;
- комунистически строй;